# Иероним (Малицкий)
Архимандри́т Иерони́м  (в миру Я́ков (Иаков) Мали́цкий; 1787 — 15 (27) июля 1865) — архимандрит Русской православной церкви, педагог, ректор Минской и Псковской духовных семинарий.

## Биография
Яков Малицкий родился в 1787 году в семье священника; «великороссиянин». Образование получил в Нижегородской духовной семинарии, откуда перешёл в Санкт-Петербургскую духовную академию.
19 августа 1814 году, по окончании академического курса СПбДА со степенью магистра богословия, Малицкий был назначен профессором богословских, математических и физических наук и инспектором Архангельской духовной семинарии.
25 июня 1819 году принял монашество с именем Иероним, через несколько дней посвящён в сан иеродиакона и иеромонаха и назначен ректором и профессором богословских наук в Минскую духовную семинарию.
В 1819 году архиепископ Минский Анатолий (Максимович) рекомендовал иеромонаха Иеронима к возведению в достоинство архимандрита Дятловичского Преображенского монастыря, но Святейший синод не утвердил этого ходатайства.
В июле 1821 года был перемещён на должность ректора и профессора богословских наук в Псковскую духовную семинарию, с возведением в сан архимандрита и назначением настоятелем Елеазарова монастыря Псковской епархии.
11 июня 1823 года, вследствие замеченных упущений по семинарии, он был уволен от духовно-училищной службы и определён настоятелем в Боголюбский монастырь Владимирской епархии.
16 мая 1824 года по личному прошению был уволен от управления монастырём и назначен по собственному выбору на иеромонашескую вакансию в Спасо-Евфимиев монастырь города Суздаля. Трёхлетнее пребывание в строгом режиме суздальского монастыря уравновесило склонную к увлечениям натуру бывшего ректора. В марте 1827 года, по ходатайству владимирского преосвященного, Святейший синод освободил Иеронима от пребывания в суздальском монастыре и разрешил ему состоять в штате Владимирского архиерейского дома.
С 1829 по 1856 год был настоятелем в Спасо-Преображенском монастыре города Мурома, а в 1857 году вновь переведён настоятелем в Боголюбовский монастырь под Владимиром. Состоял членом Владимирской духовной консистории.
Скончался 15 июля 1865 года и похоронен в крипте надвратной церкви Боголюбовского монастыря.